# Mandel (település)
Mandel település Németországban, Rajna-vidék-Pfalz tartományban. Lakosainak száma 914 fő (2023. december 31.). Mandel Sankt Katharinen és Braunweiler községekkel határos.

## Népesség
A település népességének változása:
| Lakosok száma | 690  | 905  | 893  | 909  | 925  | 923  | 914  |
|               | 1975 | 2014 | 2017 | 2019 | 2021 | 2022 | 2023 |